# Prolom voda
Prolom voda je voda koja pripada grupi visokoalkalnih ( vrednost 8,8—9,2), niskomineralizovanih i bikarbonatnih voda. 
Takođe pripada i kategoriji natrijum-hidro-karbonatnih, silicijumskih, alkalnih, oligomineralnih i hipotermalnih (20 - 34°C) voda. 
Pored toga, poseduje i diuretičko i bakteriostatno dejstvo. Njena niska mineralizacija omogućava da se može piti u velikim količinama, a mineralni sastav odgovara svim kategorijama potrošača: deci, trudnicama, odraslima, sportistima i rekreativcima.

## Koliko je treba piti?
Na pitanje: “Koliko piti Prolom vode?” odgovor stručnjaka je da se Prolom voda može koristiti u neograničeno dugom vremenskom periodu, tj. ne postoji ograničenje u količini koju bi neka osoba trebalo da konzumira.

## Mesto izvora i punjenja
Izvorište joj se nalazi na dubini od 220m na istočnim delovima planine Radan, koja je deo najstarijeg vulkanskog masiva na ovim prostorima. 
U prečniku od 50km od planine nema nikakvih industrijskih objekata ili saobraćajnica, što doprinosi značajnim ekološkim uslovima. Mesto punjenja Prolom vode nalazi se u neposrednoj blizini Prolom banje u opštini Kuršumlija.
Ljudi iz Prolom vode tvrde da ona na svom putu od izvora do potrošača prolazi kroz potpuno zatvoreni sistem bez ikakvih fizičkih ili hemijskih tretmana i da svoj prvi kontakt sa spoljnim svetom ostvaruje pri otvaranju flaše.

## Lekovita svojstva
Stručnjaci su utvrdili da Prolom voda pozitivno deluje na bolesti bubrega i mokraćnih puteva i bolesti organa za varenje, a zajedno sa terapijom u Prolom banji može pomoći i kod bolesti kože i reumatizma. 
Zbog svoje visoke alkalnosti u kombinaciji sa izrazitom dominacijom hidrokarbonatnog jona od 72,60 mg/l, uništava većinu bakterija prisutnih u organizmu, kao što su Candida, Escherichia coli, Enterobacter, Asimptomatska bakteriurija i druge.

### Bubrezi i mokraćni putevi
Kod oboljenja bubrega i mokraćnih puteva Prolom voda posebno pomaže u lečenju hronične infekcije mokraćnih puteva i bubrega, kamenca u bubregu i mokraćnim putevima, stanja nakon hirurških intervencija na urinarnom traktu i benignih oboljenja prostate.
Zbog svog mineralnog i hemijskog sastava povoljno utiče na bubrege, a zbog niske mineralizacije se brzo eliminiše iz organizma i deluje kao veoma dobar prirodni diuretik. Povećanje diureze koristi se kod kamena svih sastava, jer se u urinu smanjuje koncentracija soli od kojih je formiran kamen. 
Specifična težina 1,000532 obezbeđuje smanjenje specifične težine mokraće što je bitno u lečenju kalkuloze.
Zahvaljujući silicijumu koji je sastojak Prolom vode, kamen u bubregu se smanjuje i poboljšava se njegovo izbacivanje, olakšava se bolno mokrenje i sprečava se zadržavanje mokraće. Ona takođe štiti tkivo mokraćnog sistema od oblaganja raspadnim produktima od urina, čime sprečava nastanak kamenca, bez promene sadržaja elektrolita.
Prolom voda deluje povoljno na krvne sudove u organizmu, pa i na krvne sudove bubrega čime se postiže poboljšanje opšteg stanja bubrega.

### Klinička istraživanja
Prilikom kliničkih istraživanja u kome je analizirana eliminacija kamena iz bubrega, došlo se do zaključka da je kod 87% pacijenata koji su odmah posle intervencije pili Prolom vodu došlo do potpune eliminacije kamena. Od toga je došlo do 100% eliminacije kamena veličine od 10 do 19 , prilikom čega nije zabeležena nijedna komplikacija, za razliku kod kontrolne grupe pacijenata koja posle intervencije nije koristila Prolom vodu.
Takođe je rađena klinička studija gde je ispitivan efekat primene Prolom vode u lečenju infekcija mokraćnih puteva. Studije pokazuju da je već nakon 10 dana došlo do znatnog poboljšanja. 

## Sastav
- Temperatura vode: 29-32°C
- Ukupna tvrdoća (dH) < 1.0
- pH vrednost: 8,8-9,2
- Suvi ostatak na 180°C: 148 mg/l
- CO2 (g/l): 0,0

Katjoni (mg/l):
- Na+: 47,80
- K+: < 0,50
- Ca++: < 3
- Mg++: < 0,10

Anjoni (mg/l):
- HCO3-: 72,60
- Cl-: 2,00
- SO4--: 3,00
- F-: 0,12

Slabi elektroliti: Metasilicijumova kiselina: 3.25 mg/l

## Lična iskustva korisnika
Razna iskustva, kritike i pohvale korisnika Prolom vode možete pogledati ovde Архивирано на веб-сајту  (25. август 2018).

## Spoljašnje veze
- Zvanični sajt Prolom vode
- Da li i zbog čega treba piti Prolom vodu? Архивирано на веб-сајту  (25. август 2018)
- Pitajte doktora Архивирано на веб-сајту  (25. август 2018)
- Dodatni materijal o Prolom vodi